# Список матчів ФК «Динамо» (Київ) у єврокубкових турнірах
Нижче наведено список усіх матчів футбольного клубу «Динамо» (Київ) у турнірах під егідою УЄФА, місця проведення цих матчів, а також автори голів у складі динамівців.
Турніри під егідою УЄФА почали проводитися з сезону 1955/1956, а сезону 1965/1966 в них почали брати участь радянські футбольні команди. Першим представником від СРСР в єврокубках було саме «Динамо» (Київ). В різний час УЄФА проводила розіграші Кубка європейських чемпіонів, Кубка володарів кубків УЄФА, Кубка УЄФА (став наступником Кубка ярмарків), Суперкубка УЄФА та Кубка Інтертото. З сезону 2009/2010 проводилися лише розіграші Ліги чемпіонів УЄФА, Ліги Європи УЄФА та Суперкубку УЄФА. З сезону 2021/2022 до них додався розіграш Ліги конференцій УЄФА.

## Список
| # | Дата       | Турнір               | Місце                | Стадіон                               | Суперник                   | Рахунок      | В складі Динамо голи забили                                |
| --- | ---------- | -------------------- | -------------------- | ------------------------------------- | -------------------------- | ------------ | ---------------------------------------------------------- |
| Тренер - Віктор Маслов |            |                      |                      |                                       |                            |              |                                                            |
| 01 | 12-09-1965 | Кубок кубків 1/16    | Північна Ірландія    | «Шоуграундз», Колрейн                 | «Колрейн»                  | 6:1          | Біба-2, Базилевич, Хмельницький, Серебряников-2            |
| 02 | 28-09-1965 | Кубок кубків 1/16    | СРСР                 | Центральний, Київ                     | «Колрейн»                  | 4:0          | Біба, Базилевич-2, Хмельницький                            |
| 03 | 24-10-1965 | Кубок кубків 1/8     | Норвегія             | «Леркендал», Тронгейм                 | «Русенборг»                | 4:1          | Біба, Хмельницький, Пузач-2                                |
| 04 | 28-10-1965 | Кубок кубків 1/8     | СРСР                 | Центральний, Київ                     | «Русенборг»                | 2:0          | Хмельницький, Базилевич                                    |
| 05 | 12-01-1966 | Кубок кубків 1/4     | Шотландія            | «Селтік-парк», Глазго                 | «Селтік»                   | 0:3          |                                                            |
| 06 | 26-01-1966 | Кубок кубків 1/4     | СРСР                 | «Динамо», Тбілісі                     | «Селтік»                   | 1:1          | Сабо                                                       |
| 07 | 20-09-1967 | Кубок чемпіонів 1/16 | Шотландія            | «Селтік-парк», Глазго                 | «Селтік»                   | 2:1          | Пузач, Бишовець                                            |
| 08 | 04-10-1967 | Кубок чемпіонів 1/16 | СРСР                 | Центральний, Київ                     | «Селтік»                   | 1:1          | Бишовець                                                   |
| 09 | 16-11-1967 | Кубок чемпіонів 1/8  | СРСР                 | Центральний, Київ                     | «Гурник» (Забже)           | 1:2          | Олек (автогол)                                             |
| 10 | 29-11-1967 | Кубок чемпіонів 1/8  | Польща               | «Сілезький», Хожув                    | «Гурник» (Забже)           | 1:1          | Турянчик                                                   |
| 11 | 16-09-1969 | Кубок чемпіонів 1/16 | Австрія              | «Пратер», Відень                      | «Аустрія» (Відень)         | 2:1          | Серебряников, Мунтян                                       |
| 12 | 01-10-1969 | Кубок чемпіонів 1/16 | СРСР                 | Центральний, Київ                     | «Аустрія» (Відень)         | 3:1          | Мунтян, Бишовець, Пузач                                    |
| 13 | 12-11-1969 | Кубок чемпіонів 1/8  | СРСР                 | Центральний, Київ                     | «Фіорентіна»               | 1:2          | Серебряников                                               |
| 14 | 26-11-1969 | Кубок чемпіонів 1/8  | Італія               | «Комунале», Флоренція                 | «Фіорентіна»               | 0:0          |                                                            |
| Тренер - Олександр Севідов |            |                      |                      |                                       |                            |              |                                                            |
| 15 | 13-09-1972 | Кубок чемпіонів 1/16 | Австрія              | «Тіволі», Інсбрук                     | «Сваровськи Ваккер»        | 1:0          | Пузач                                                      |
| 16 | 27-09-1972 | Кубок чемпіонів 1/16 | СРСР                 | Центральний, Київ                     | «Сваровськи Ваккер»        | 2:0          | Пузач, Дамін                                               |
| 17 | 25-10-1972 | Кубок чемпіонів 1/8  | СРСР                 | Центральний, Київ                     | «Гурник» (Забже)           | 2:0          | Мунтян, Пузач                                              |
| 18 | 08-11-1972 | Кубок чемпіонів 1/8  | Польща               | «Сілезький», Хожув                    | «Гурник» (Забже)           | 1:2          | Блохін                                                     |
| 19 | 07-03-1973 | Кубок чемпіонів 1/4  | СРСР                 | Центральний ЧМП, Одеса                | «Реал»                     | 0:0          |                                                            |
| 20 | 21-03-1973 | Кубок чемпіонів 1/4  | Іспанія              | «Сантьяго Бернабеу», Мадрид           | «Реал»                     | 0:3          |                                                            |
| 21 | 10-09-1973 | Кубок УЄФА 1/32      | Норвегія             | «Фредрікстад», Фредрікстад            | «Фредрікстад»              | 1:0          | Кондратов                                                  |
| 22 | 03-10-1973 | Кубок УЄФА 1/32      | СРСР                 | Центральний, Київ                     | «Фредрікстад»              | 4:0          | Трошкін, Колотов, Буряк, Блохін                            |
| 23 | 24-10-1973 | Кубок УЄФА 1/16      | СРСР                 | Центральний, Київ                     | Б-1903                     | 1:0          | Буряк                                                      |
| 24 | 07-11-1973 | Кубок УЄФА 1/16      | Данія                | «Ідретспаркен», Копенгаген            | Б-1903                     | 2:1          | Колотов, Трошкін                                           |
| Тренер - Валерій Лобановський |            |                      |                      |                                       |                            |              |                                                            |
| 25 | 27-11-1973 | Кубок УЄФА 1/8       | СРСР                 | Центральний, Київ                     | «Штутгарт»                 | 2:0          | Веремієв, Трошкін                                          |
| 26 | 12-12-1973 | Кубок УЄФА 1/8       | Німеччина            | «Неккарштадіон», Штутгарт             | «Штутгарт»                 | 0:3          |                                                            |
| 27 | 08-09-1974 | Кубок кубків 1/16    | СРСР                 | Центральний, Київ                     | ЦСКА «Септемврійско знаме» | 1:0          | Блохін                                                     |
| 28 | 02-10-1974 | Кубок кубків 1/16    | Болгарія             | «Васил Левський», Софія               | ЦСКА «Септемврійско знаме» | 1:0          | Блохін                                                     |
| 29 | 23-10-1974 | Кубок кубків 1/8     | Німеччина            | «Вальдштадіон», Франкфурт-на-Майні    | «Айнтрахт» (Франкфурт)     | 3:2          | Онищенко, Блохін, Мунтян                                   |
| 30 | 05-11-1974 | Кубок кубків 1/8     | СРСР                 | Центральний, Київ                     | «Айнтрахт» (Франкфурт)     | 2:1          | Онищенко-2                                                 |
| 31 | 05-03-1975 | Кубок кубків 1/4     | Туреччина            | «Ататюрк», Бурса                      | «Бурсаспор»                | 1:0          | Онищенко                                                   |
| 32 | 19-03-1975 | Кубок кубків 1/4     | СРСР                 | Центральний, Київ                     | «Бурсаспор»                | 2:0          | Колотов, Мунтян                                            |
| 33 | 09-04-1975 | Кубок кубків 1/2     | СРСР                 | Центральний, Київ                     | ПСВ                        | 3:0          | Колотов, Онищенко, Блохін                                  |
| 34 | 23-04-1975 | Кубок кубків 1/2     | Нідерланди           | «Філіпс», Ейндговен                   | ПСВ                        | 1:2          | Буряк                                                      |
| 35 | 14-05-1975 | Кубок кубків фінал   | Швейцарія            | «Санкт-Якоб», Базель                  | «Ференцварош»              | 3:0          | Онищенко-2, Блохін                                         |
| 36 | 09-09-1975 | Суперкубок УЄФА      | Німеччина            | «Олімпійський», Мюнхен                | «Баварія»                  | 1:0          | Блохін                                                     |
| 37 | 17-09-1975 | Кубок чемпіонів 1/16 | Греція               | «Тумба», Салоніки                     | «Олімпіакос» (Пірей)       | 2:2          | Колотов-2                                                  |
| 38 | 01-10-1975 | Кубок чемпіонів 1/16 | СРСР                 | Центральний, Київ                     | «Олімпіакос» (Пірей)       | 1:0          | Онищенко                                                   |
| 39 | 06-10-1975 | Суперкубок УЄФА      | СРСР                 | Центральний, Київ                     | «Баварія»                  | 2:0          | Блохін-2                                                   |
| 40 | 22-10-1975 | Кубок чемпіонів 1/8  | СРСР                 | Центральний, Київ                     | «Акранес»                  | 3:0          | Буряк-2, Онищенко                                          |
| 41 | 05-11-1975 | Кубок чемпіонів 1/8  | Ісландія             | «Мелавеллюр», Рейк'явік               | «Акранес»                  | 2:0          | Онищенко, Гуланссон (автогол)                              |
| 42 | 03-03-1976 | Кубок чемпіонів 1/4  | СРСР                 | «Локомотив», Сімферополь              | «Сент-Етьєн»               | 2:0          | Коньков, Блохін                                            |
| 43 | 17-03-1976 | Кубок чемпіонів 1/4  | Франція              | «Жофруа Гішар», Сент-Етьєн            | «Сент-Етьєн»               | 0:3          |                                                            |
| 44 | 15-09-1976 | Кубок чемпіонів 1/16 | СРСР                 | Центральний, Київ                     | «Партизан»                 | 3:0          | Онищенко, Трошкін, Блохін                                  |
| 45 | 29-09-1976 | Кубок чемпіонів 1/16 | Югославія            | «Црвена Звезда», Белград              | «Партизан»                 | 2:0          | Мунтян, Слободян                                           |
| 46 | 20-10-1976 | Кубок чемпіонів 1/8  | СРСР                 | Центральний, Київ                     | ПАОК                       | 4:0          | Буряк-2, Колотов, Слободян                                 |
| 47 | 03-11-1976 | Кубок чемпіонів 1/8  | Греція               | «Тумба», Салоніки                     | ПАОК                       | 2:0          | Колотов, Блохін                                            |
| 48 | 02-03-1977 | Кубок чемпіонів 1/4  | Німеччина            | «Олімпійський», Мюнхен                | «Баварія»                  | 0:1          |                                                            |
| 49 | 16-03-1977 | Кубок чемпіонів 1/4  | СРСР                 | Центральний, Київ                     | «Баварія»                  | 2:0          | Буряк, Слободян                                            |
| 50 | 06-04-1977 | Кубок чемпіонів 1/2  | СРСР                 | Центральний, Київ                     | «Боруссія» (Менхенгладбах) | 1:0          | Онищенко                                                   |
| 51 | 20-04-1977 | Кубок чемпіонів 1/2  | Німеччина            | «Рейнштадіон», Дюссельдорф            | «Боруссія» (Менхенгладбах) | 0:2          |                                                            |
| 52 | 14-09-1977 | Кубок УЄФА 1/32      | СРСР                 | Центральний, Київ                     | «Айнтрахт» (Брауншвейг)    | 1:1          | Веремієв                                                   |
| 53 | 28-09-1977 | Кубок УЄФА 1/32      | Німеччина            | «Айнтрахт», Брауншвейг                | «Айнтрахт» (Брауншвейг)    | 0:0          |                                                            |
| 54 | 13-09-1978 | Кубок чемпіонів 1/16 | Фінляндія            | «Ратіна», Тампере                     | «Гака» (Валкеакоскі)       | 1:0          | Балтача                                                    |
| 55 | 27-09-1978 | Кубок чемпіонів 1/16 | СРСР                 | «Металіст», Харків                    | «Гака» (Валкеакоскі)       | 3:1          | Веремієв, Хапсаліс, Буряк                                  |
| 56 | 18-10-1978 | Кубок чемпіонів 1/8  | СРСР                 | «Металіст», Харків                    | «Мальме»                   | 0:0          |                                                            |
| 57 | 01-11-1978 | Кубок чемпіонів 1/8  | Швеція               | «Мальме», Мальме                      | «Мальме»                   | 0:2          |                                                            |
| 58 | 19-09-1979 | Кубок УЄФА 1/32      | СРСР                 | «Динамо», Київ                        | ЦСКА «Септемврійско знаме» | 2:1          | Безсонов, Дем'яненко                                       |
| 59 | 03-10-1979 | Кубок УЄФА 1/32      | Болгарія             | «Васил Левський», Софія               | ЦСКА «Септемврійско знаме» | 1:1          | Буряк                                                      |
| 60 | 24-10-1979 | Кубок УЄФА 1/16      | Чехословаччина       | «Базали», Острава                     | «Банік»                    | 0:1          |                                                            |
| 61 | 07-11-1979 | Кубок УЄФА 1/16      | СРСР                 | «Динамо», Київ                        | «Банік»                    | 2:0          | Дем'яненко, Хапсаліс                                       |
| 62 | 28-11-1979 | Кубок УЄФА 1/8       | Болгарія             | «Васил Левський», Софія               | «Локомотив» (Софія)        | 0:1          |                                                            |
| 63 | 12-12-1979 | Кубок УЄФА 1/8       | СРСР                 | «Динамо», Київ                        | «Локомотив» (Софія)        | 2:1          | Блохін, Хапсаліс                                           |
| 64 | 19-09-1980 | Кубок УЄФА 1/32      | СРСР                 | Республіканський, Київ                | «Левські-Спартак»          | 1:1          | Буряк                                                      |
| 65 | 01-10-1980 | Кубок УЄФА 1/32      | Болгарія             | «Васил Левський», Софія               | «Левські-Спартак»          | 0:0          |                                                            |
| 66 | 16-09-1981 | Кубок чемпіонів 1/16 | СРСР                 | Республіканський, Київ                | «Трабзонспор»              | 1:0          | Блохін                                                     |
| 67 | 30-09-1981 | Кубок чемпіонів 1/16 | Туреччина            | «Хюсеїн Авні Акер», Трабзон           | «Трабзонспор»              | 1:1          | Безсонов                                                   |
| 68 | 21-10-1981 | Кубок чемпіонів 1/8  | Австрія              | «Пратер», Відень                      | «Аустрія» (Відень)         | 1:0          | Баль                                                       |
| 69 | 04-11-1981 | Кубок чемпіонів 1/8  | СРСР                 | Республіканський, Київ                | «Аустрія» (Відень)         | 1:1          | Буряк                                                      |
| 70 | 03-03-1982 | Кубок чемпіонів 1/4  | СРСР                 | «Локомотив», Сімферополь              | «Астон Вілла»              | 0:0          |                                                            |
| 71 | 17-03-1982 | Кубок чемпіонів 1/4  | Англія               | «Вілла Парк», Бірмінгем               | «Астон Вілла»              | 0:2          |                                                            |
| 72 | 15-09-1982 | Кубок чемпіонів 1/16 | Швейцарія            | «Гардтурм», Цюрих                     | «Грассгоппер»              | 1:0          | Германн (автогол)                                          |
| 73 | 29-09-1982 | Кубок чемпіонів 1/16 | СРСР                 | Республіканський, Київ                | «Грассгоппер»              | 3:0          | Буряк-2, Дем'яненко                                        |
| Команда «17 Ненторі» відмовилася від участі у матчах 1/8 Кубка чемпіонів через напружені радянсько-албанські відносини.                                                                         |            |                      |                      |                                       |                            |              |                                                            |
| Тренер - Юрій Морозов |            |                      |                      |                                       |                            |              |                                                            |
| 74 | 02-03-1983 | Кубок чемпіонів 1/4  | СРСР                 | «Динамо» ім. В.І. Леніна, Тбілісі     | «Гамбург»                  | 0:3          |                                                            |
| 75 | 16-03-1983 | Кубок чемпіонів 1/4  | Німеччина            | «Фолькспаркштадіон», Гамбург          | «Гамбург»                  | 2:1          | Безсонов, Євтушенко                                        |
| 76 | 14-09-1983 | Кубок УЄФА 1/32      | СРСР                 | Республіканський, Київ                | «Лаваль»                   | 0:0          |                                                            |
| 77 | 28-09-1983 | Кубок УЄФА 1/32      | Франція              | «Франсіс Ле Бассер», Лаваль           | «Лаваль»                   | 0:1          |                                                            |
| Тренер - Валерій Лобановський |            |                      |                      |                                       |                            |              |                                                            |
| 78 | 18-09-1985 | Кубок кубків 1/16    | Нідерланди           | «Ніув Галгенвард», Утрехт             | «Утрехт»                   | 1:2          | Дем'яненко                                                 |
| 79 | 02-10-1985 | Кубок кубків 1/16    | СРСР                 | Республіканський, Київ                | «Утрехт»                   | 4:1          | Блохін, Яремчук, Заваров, Євтушенко                        |
| 80 | 23-10-1985 | Кубок кубків 1/8     | Румунія              | «Централ», Крайова                    | «Університатя» (Крайова)   | 2:2          | Заваров-2                                                  |
| 81 | 06-11-1985 | Кубок кубків 1/8     | СРСР                 | Республіканський, Київ                | «Університатя» (Крайова)   | 3:0          | Рац, Бєланов, Дем'яненко                                   |
| 82 | 05-03-1986 | Кубок кубків 1/4     | Австрія              | «Герхард Ганаппі», Відень             | «Рапід» (Відень)           | 4:1          | Бєланов-2, Рац, Яковенко                                   |
| 83 | 19-03-1986 | Кубок кубків 1/4     | СРСР                 | Республіканський, Київ                | «Рапід» (Відень)           | 5-1          | Яремчук-2, Бєланов, Конзель (автогол), Євтушенко           |
| 84 | 02-04-1986 | Кубок кубків 1/2     | СРСР                 | Республіканський, Київ                | «Дукла» (Прага)            | 3:0          | Блохін-2, Заваров                                          |
| 85 | 16-04-1986 | Кубок кубків 1/2     | Чехословаччина       | «На Юлісце», Прага                    | «Дукла» (Прага)            | 1:1          | Бєланов                                                    |
| 86 | 02-05-1986 | Кубок кубків фінал   | Франція              | «Жерлан», Ліон                        | «Атлетіко»                 | 3:0          | Заваров, Блохін, Євтушенко                                 |
| 87 | 17-09-1986 | Кубок чемпіонів 1/16 | Болгарія             | «Берое», Стара Загора                 | «Берое»                    | 1:1          | Михайличенко                                               |
| 88 | 01-10-1986 | Кубок чемпіонів 1/16 | СРСР                 | Республіканський, Київ                | «Берое»                    | 2:0          | Блохін, Яковенко                                           |
| 89 | 22-10-1986 | Кубок чемпіонів 1/8  | Шотландія            | «Селтік-парк», Глазго                 | «Селтік»                   | 1:1          | Євтушенко                                                  |
| 90 | 05-11-1986 | Кубок чемпіонів 1/8  | СРСР                 | Республіканський, Київ                | «Селтік»                   | 3:1          | Блохін, Яковенко, Євтушенко                                |
| 91 | 24-02-1987 | Суперкубок УЄФА      | Монако               | «Луї ІІ», Монако                      | «Стяуа»                    | 0:1          |                                                            |
| 92 | 14-03-1987 | Кубок чемпіонів 1/4  | Туреччина            | «Ізмір Ататюрк», Ізмір                | «Бешикташ»                 | 5:0          | Бєланов, Блохін-2, Євтушенко-2                             |
| 93 | 18-03-1987 | Кубок чемпіонів 1/4  | СРСР                 | Республіканський, Київ                | «Бешикташ»                 | 2:0          | Блохін, Євтушенко                                          |
| 94 | 08-04-1987 | Кубок чемпіонів 1/2  | Португалія           | «Даш-Анташ», Порту                    | «Порту»                    | 1:2          | Яковенко                                                   |
| 95 | 22-04-1987 | Кубок чемпіонів 1/2  | СРСР                 | Республіканський, Київ                | «Порту»                    | 1:2          | Михайличенко                                               |
| 96 | 16-09-1987 | Кубок чемпіонів 1/16 | СРСР                 | Республіканський, Київ                | «Рейнджерс»                | 1:0          | Михайличенко                                               |
| 97 | 30-09-1987 | Кубок чемпіонів 1/16 | Шотландія            | «Айброкс», Глазго                     | «Рейнджерс»                | 0:2          |                                                            |
| 98 | 13-09-1989 | Кубок УЄФА 1/32      | СРСР                 | Республіканський, Київ                | МТК-ВМ                     | 4:0          | Протасов, Рац-2, Яковенко                                  |
| 99 | 27-09-1989 | Кубок УЄФА 1/32      | Угорщина             | Хунгарія керуті, Будапешт             | МТК-ВМ                     | 2:1          | Заєць, Саленко                                             |
| 100 | 18-10-1989 | Кубок УЄФА 1/16      | СРСР                 | Республіканський, Київ                | «Банік»                    | 3:0          | Михайличенко, Безсонов, Литовченко                         |
| 101 | 01-11-1989 | Кубок УЄФА 1/16      | Чехословаччина       | «Базали», Острава                     | «Банік»                    | 1:1          | Безсонов                                                   |
| 102 | 22-11-1989 | Кубок УЄФА 1/8       | Італія               | «Ренато Курі», Перуджа                | «Фіорентіна»               | 0:1          |                                                            |
| 103 | 06-12-1989 | Кубок УЄФА 1/8       | СРСР                 | Республіканський, Київ                | «Фіорентіна»               | 0:0          |                                                            |
| Тренер - Анатолій Пузач |            |                      |                      |                                       |                            |              |                                                            |
| 104 | 19-09-1990 | Кубок кубків 1/16    | Фінляндія            | «Вяйнелянніємі», Куопіо               | «Куопіон ПС»               | 2:2          | Саленко, Юран                                              |
| 105 | 03-10-1990 | Кубок кубків 1/16    | СРСР                 | Республіканський, Київ                | «Куопіон ПС»               | 4:0          | Саленко, Литовченко-2, Юран                                |
| 106 | 24-10-1990 | Кубок кубків 1/8     | СРСР                 | Республіканський, Київ                | «Дукла» (Прага)            | 1:0          | Литовченко                                                 |
| 107 | 07-11-1990 | Кубок кубків 1/8     | Чехословаччина       | «На Юлісце», Прага                    | «Дукла» (Прага)            | 2:2          | Юран-2                                                     |
| 108 | 06-03-1991 | Кубок кубків 1/4     | СРСР                 | Республіканський, Київ                | «Барселона»                | 2:3          | Заєць, Саленко                                             |
| 109 | 20-03-1991 | Кубок кубків 1/4     | Іспанія              | «Ноу Камп», Барселона                 | «Барселона»                | 1:1          | Юран                                                       |
| 110 | 18-09-1991 | Кубок чемпіонів 1/16 | Фінляндія            | «Олімпіа», Гельсінкі                  | ГІК                        | 1:0          | Ковалець                                                   |
| 111 | 02-10-1991 | Кубок чемпіонів 1/16 | Україна              | Республіканський, Київ                | ГІК                        | 3:0          | Ковалець, Ю. Мороз, Грицина                                |
| 112 | 23-10-1991 | Кубок чемпіонів 1/8  | Україна              | Республіканський, Київ                | «Брондбю»                  | 1:1          | Саленко                                                    |
| 113 | 04-11-1991 | Кубок чемпіонів 1/8  | Данія                | «Брондбю», Бреннбю                    | «Брондбю»                  | 1:0          | Яковенко                                                   |
| 114 | 27-11-1991 | Кубок чемпіонів ГР   | Україна              | Республіканський, Київ                | «Бенфіка»                  | 1:0          | Саленко                                                    |
| 115 | 11-12-1991 | Кубок чемпіонів ГР   | Чехословаччина       | «Летна», Прага                        | «Спарта» (Прага)           | 1:2          | Шаран                                                      |
| 116 | 04-03-1992 | Кубок чемпіонів ГР   | Україна              | Республіканський, Київ                | «Барселона»                | 0:2          |                                                            |
| 117 | 18-03-1992 | Кубок чемпіонів ГР   | Іспанія              | «Ноу Камп», Барселона                 | «Барселона»                | 0:3          |                                                            |
| 118 | 01-04-1992 | Кубок чемпіонів ГР   | Португалія           | «Да Луж», Лісабон                     | «Бенфіка»                  | 0:5          |                                                            |
| 119 | 15-04-1992 | Кубок чемпіонів ГР   | Україна              | Республіканський, Київ                | «Спарта» (Прага)           | 1:0          | Саленко                                                    |
| 120 | 16-09-1992 | Кубок УЄФА 1/32      | Україна              | Республіканський, Київ                | «Рапід» (Відень)           | 1:0          | Яковенко                                                   |
| 121 | 30-09-1992 | Кубок УЄФА 1/32      | Австрія              | «Герхард Ганаппі», Відень             | «Рапід» (Відень)           | 2:3          | Леоненко-2                                                 |
| 122 | 21-10-1992 | Кубок УЄФА 1/16      | Бельгія              | «Констант Ванден Сток», Брюссель      | «Андерлехт»                | 2:4          | Шкапенко, Леоненко                                         |
| 123 | 04-11-1992 | Кубок УЄФА 1/16      | Україна              | Республіканський, Київ                | «Андерлехт»                | 0:3          |                                                            |
| Тренер - Михайло Фоменко |            |                      |                      |                                       |                            |              |                                                            |
| 124 | 15-09-1993 | Ліга чемпіонів 1/16  | Україна              | Республіканський, Київ                | «Барселона»                | 3:1          | Шкапенко, Леоненко-2                                       |
| 125 | 29-09-1993 | Ліга чемпіонів 1/16  | Іспанія              | «Ноу Камп», Барселона                 | «Барселона»                | 1:4          | Ребров                                                     |
| Тренер - Йожеф Сабо |            |                      |                      |                                       |                            |              |                                                            |
| 126 | 10-08-1994 | Ліга чемпіонів КР    | Данія                | «Сількеборг», Сількеборг              | «Сількеборг»               | 0:0          |                                                            |
| 127 | 24-08-1994 | Ліга чемпіонів КР    | Україна              | Республіканський, Київ                | «Сількеборг»               | 3:1          | Скаченко, Ковалець, Косовський                             |
| 128 | 14-09-1994 | Ліга чемпіонів ГР    | Україна              | Республіканський, Київ                | «Спартак» (Москва)         | 3:2          | Леоненко-2, Ребров                                         |
| 129 | 28-09-1994 | Ліга чемпіонів ГР    | Німеччина            | «Олімпійський», Мюнхен                | «Баварія»                  | 0:1          |                                                            |
| 130 | 19-10-1994 | Ліга чемпіонів ГР    | Україна              | Республіканський, Київ                | ПСЖ                        | 1:2          | Леоненко                                                   |
| 131 | 02-11-1994 | Ліга чемпіонів ГР    | Франція              | «Парк-де-Пренс», Париж                | ПСЖ                        | 0:1          |                                                            |
| 132 | 23-11-1994 | Ліга чемпіонів ГР    | Росія                | «Лужники», Москва                     | «Спартак» (Москва)         | 0:1          |                                                            |
| 133 | 07-12-1994 | Ліга чемпіонів ГР    | Україна              | Республіканський, Київ                | «Баварія»                  | 1:4          | Шевченко                                                   |
| 134 | 09-08-1995 | Ліга чемпіонів КР    | Україна              | Республіканський, Київ                | «Ольборг»                  | 1:0          | Похлебаєв                                                  |
| 135 | 23-08-1995 | Ліга чемпіонів КР    | Данія                | «Ольборг», Ольборг                    | «Ольборг»                  | 3:1          | Калитвинцев, Шевченко-2                                    |
| 136 | 13-09-1995 | Ліга чемпіонів ГР    | Україна              | Республіканський, Київ                | «Панатінаїкос»             | 1:0          | Косовський                                                 |
| УЄФА звинуватила «Динамо» у спробі підкупу арбітра матчу, в результаті чого команду було дискваліфіковано, а результат поєдинку з «Панатінаїкосом» анульовано..                                 |            |                      |                      |                                       |                            |              |                                                            |
| 137 | 07-08-1996 | Ліга чемпіонів КР    | Австрія              | «Герхард Ганаппі», Відень             | «Рапід» (Відень)           | 0:2          |                                                            |
| 138 | 21-08-1996 | Ліга чемпіонів КР    | Україна              | «Олімпійський», Київ                  | «Рапід» (Відень)           | 2:4          | Калитвинцев, Максимов                                      |
| 139 | 10-09-1996 | Кубок УЄФА 1/32      | Україна              | «Олімпійський», Київ, Київ            | «Ксамакс»                  | 0:0          |                                                            |
| 140 | 07-08-1996 | Кубок УЄФА 1/32      | Швейцарія            | «Маладьєр», Невшатель                 | «Ксамакс»                  | 1:2          | Максимов                                                   |
| Тренер - Валерій Лобановський |            |                      |                      |                                       |                            |              |                                                            |
| 141 | 23-07-1997 | Ліга чемпіонів КР1   | Україна              | «Динамо», Київ                        | «Баррі Таун»               | 2:0          | Ребров, Максимов                                           |
| 142 | 30-07-1997 | Ліга чемпіонів КР1   | Уельс                | «Дженнер Парк», Баррі                 | «Баррі Таун»               | 4:0          | Белькевич, Максимов-2, Ващук                               |
| 143 | 13-08-1997 | Ліга чемпіонів КР2   | Данія                | «Брондбю», Копенгаген                 | «Брондбю»                  | 4:2          | Гусін, Шевченко, Ребров, Головко                           |
| 144 | 27-08-1997 | Ліга чемпіонів КР2   | Україна              | «Динамо», Київ                        | «Брондбю»                  | 0:1          |                                                            |
| 145 | 17-09-1997 | Ліга чемпіонів ГР    | Нідерланди           | «Філіпс», Ейндговен                   | ПСВ                        | 3:1          | Максимов, Ребров, Шевченко                                 |
| 146 | 01-10-1997 | Ліга чемпіонів ГР    | Україна              | «Олімпійський», Київ                  | «Ньюкасл Юнайтед»          | 2:2          | Ребров, Шевченко                                           |
| 147 | 22-10-1997 | Ліга чемпіонів ГР    | Україна              | «Олімпійський», Київ                  | «Барселона»                | 3:0          | Ребров, Максимов, Калитвинцев                              |
| 148 | 05-11-1997 | Ліга чемпіонів ГР    | Іспанія              | «Ноу Камп», Барселона                 | «Барселона»                | 4:0          | Шевченко-3, Ребров                                         |
| 149 | 27-11-1997 | Ліга чемпіонів ГР    | Україна              | «Олімпійський», Київ                  | ПСВ                        | 1:1          | Ребров                                                     |
| 150 | 10-12-1997 | Ліга чемпіонів ГР    | Англія               | «Сент-Джеймс Парк», Ньюкасл-апон-Тайн | «Ньюкасл Юнайтед»          | 0:2          |                                                            |
| 151 | 04-03-1998 | Ліга чемпіонів 1/4   | Італія               | «Делле Альпі», Турин                  | «Ювентус»                  | 1:1          | Гусін                                                      |
| 152 | 18-03-1998 | Ліга чемпіонів 1/4   | Україна              | «Олімпійський», Київ                  | «Ювентус»                  | 1:4          | Ребров                                                     |
| 153 | 22-07-1998 | Ліга чемпіонів КР1   | Україна              | «Динамо», Київ                        | «Баррі Таун»               | 8:0          | Ребров-4, Шевченко-2, Герасименко, Белькевич               |
| 154 | 29-07-1998 | Ліга чемпіонів КР1   | Уельс                | «Дженнер Парк», Баррі                 | «Баррі Таун»               | 2:1          | Михайленко, Венглінський                                   |
| 155 | 12-08-1998 | Ліга чемпіонів КР2   | Україна              | «Динамо», Київ                        | «Спарта» (Прага)           | 0:1          |                                                            |
| 156 | 26-08-1998 | Ліга чемпіонів КР2   | Чехія                | «Летна», Прага                        | «Спарта» (Прага)           | 1:0 пен. 3:1 | Габріел (автогол)                                          |
| 157 | 16-09-1998 | Ліга чемпіонів ГР    | Греція               | «Нікос Гумас», Афіни                  | «Панатінаїкос»             | 1:2          | Ребров                                                     |
| 158 | 30-09-1998 | Ліга чемпіонів ГР    | Україна              | «Олімпійський», Київ                  | «Ланс»                     | 1:1          | Шевченко                                                   |
| 159 | 21-10-1998 | Ліга чемпіонів ГР    | Англія               | «Вемблі», Лондон                      | «Арсенал» (Лондон)         | 1:1          | Ребров                                                     |
| 160 | 04-11-1998 | Ліга чемпіонів ГР    | Україна              | «Олімпійський», Київ                  | «Арсенал» (Лондон)         | 3:1          | Ребров, Головко, Шевченко                                  |
| 161 | 25-11-1998 | Ліга чемпіонів ГР    | Україна              | «Олімпійський», Київ                  | «Панатінаїкос»             | 2:1          | Ребров, Басінас (автогол)                                  |
| 162 | 09-12-1998 | Ліга чемпіонів ГР    | Франція              | «Фелікс Боллар», Ланс                 | «Ланс»                     | 3:1          | Каладзе, Ващук, Шевченко                                   |
| 163 | 03-03-1999 | Ліга чемпіонів 1/4   | Іспанія              | «Сантьяго Бернабеу», Мадрид           | «Реал»                     | 1:1          | Шевченко                                                   |
| 164 | 17-03-1999 | Ліга чемпіонів 1/4   | Україна              | «Олімпійський», Київ                  | «Реал»                     | 2:0          | Шевченко-2                                                 |
| 165 | 07-04-1999 | Ліга чемпіонів 1/2   | Україна              | «Олімпійський», Київ                  | «Баварія»                  | 3:3          | Шевченко-2, Косовський                                     |
| 166 | 21-04-1999 | Ліга чемпіонів 1/2   | Німеччина            | «Олімпійський», Мюнхен                | «Баварія»                  | 0:1          |                                                            |
| 167 | 28-07-1999 | Ліга чемпіонів КР2   | Україна              | «Динамо», Київ                        | «Жальгіріс»                | 2:0          | Шацьких-2                                                  |
| 168 | 04-08-1999 | Ліга чемпіонів КР2   | Литва                | «Жальгіріс», Вільнюс                  | «Жальгіріс»                | 1:0          | Ребров                                                     |
| 169 | 11-08-1999 | Ліга чемпіонів КР3   | Данія                | «Ольборг», Ольборг                    | «Ольборг»                  | 2:1          | Ребров, Шацьких                                            |
| 170 | 25-08-1999 | Ліга чемпіонів КР3   | Україна              | «Динамо», Київ                        | «Ольборг»                  | 2:2          | Гусін, Шацьких                                             |
| 171 | 14-09-1999 | Ліга чемпіонів ГР1   | Україна              | «Олімпійський», Київ                  | «Марибор»                  | 0:1          |                                                            |
| 172 | 22-09-1999 | Ліга чемпіонів ГР1   | Італія               | «Олімпіко», Рим                       | «Лаціо»                    | 1:2          | Ребров                                                     |
| 173 | 29-09-1999 | Ліга чемпіонів ГР1   | Німеччина            | «БайАрена», Леверкузен                | «Баєр»                     | 1:1          | Гусін                                                      |
| 174 | 19-10-1999 | Ліга чемпіонів ГР1   | Україна              | «Олімпійський», Київ                  | «Баєр»                     | 4:2          | Косовський, Шацьких, Головко, Ващук                        |
| 175 | 27-10-1999 | Ліга чемпіонів ГР1   | Словенія             | «Людські врт», Марибор                | «Марибор»                  | 2:1          | Ребров-2                                                   |
| 176 | 02-11-1999 | Ліга чемпіонів ГР1   | Україна              | «Олімпійський», Київ                  | «Лаціо»                    | 0:1          |                                                            |
| 177 | 24-11-1999 | Ліга чемпіонів ГР2   | Україна              | «Олімпійський», Київ                  | «Реал»                     | 1:2          | Ребров                                                     |
| 178 | 07-12-1999 | Ліга чемпіонів ГР2   | Німеччина            | «Олімпійський», Мюнхен                | «Баварія»                  | 1:2          | Ребров                                                     |
| 179 | 29-02-2000 | Ліга чемпіонів ГР2   | Україна              | «Олімпійський», Київ                  | «Русенборг»                | 2:1          | Хацкевич, Ребров                                           |
| 180 | 08-03-2000 | Ліга чемпіонів ГР2   | Норвегія             | «Леркендал», Тронгейм                 | «Русенборг»                | 2:1          | Ребров-2                                                   |
| 181 | 14-03-2000 | Ліга чемпіонів ГР2   | Іспанія              | «Сантьяго Бернабеу», Мадрид           | «Реал»                     | 2:2          | Хацкевич, Єрро (автогол)                                   |
| 182 | 22-03-2000 | Ліга чемпіонів ГР2   | Україна              | «Олімпійський», Київ                  | «Баварія»                  | 2:0          | Каладзе, Деметрадзе                                        |
| 183 | 09-08-2000 | Ліга чемпіонів КР3   | Україна              | «Динамо», Київ                        | «Црвена Звезда»            | 0:0          |                                                            |
| 184 | 23-08-2000 | Ліга чемпіонів КР3   | Югославія            | «Црвена Звезда», Белград              | «Црвена Звезда»            | 1:1          | Белькевич                                                  |
| 185 | 13-09-2000 | Ліга чемпіонів ГР1   | Нідерланди           | «Філіпс», Ейндговен                   | ПСВ                        | 1:2          | Шацьких                                                    |
| 186 | 19-09-2000 | Ліга чемпіонів ГР1   | Україна              | «Олімпійський», Київ                  | «Манчестер Юнайтед»        | 0:0          |                                                            |
| 187 | 26-09-2000 | Ліга чемпіонів ГР1   | Україна              | «Олімпійський», Київ                  | «Андерлехт»                | 4:0          | Гусін, Шацьких, Деметрадзе-2                               |
| 188 | 18-10-2000 | Ліга чемпіонів ГР1   | Бельгія              | «Констант Ванден Сток», Брюссель      | «Андерлехт»                | 2:4          | Каладзе, Белькевич                                         |
| 189 | 24-10-2000 | Ліга чемпіонів ГР1   | Україна              | «Олімпійський», Київ                  | ПСВ                        | 0:1          |                                                            |
| 190 | 08-11-2000 | Ліга чемпіонів ГР1   | Англія               | «Олд-Траффорд», Манчестер             | «Манчестер Юнайтед»        | 0:1          |                                                            |
| 191 | 08-08-2001 | Ліга чемпіонів КР3   | Румунія              | «Стяуа», Бухарест                     | «Стяуа»                    | 4:2          | Белькевич-2, Ідахор, Мелащенко                             |
| 192 | 21-08-2001 | Ліга чемпіонів КР3   | Україна              | «Динамо», Київ                        | «Стяуа»                    | 1:1          | Мелащенко                                                  |
| 193 | 11-09-2001 | Ліга чемпіонів ГР1   | Україна              | «Олімпійський», Київ                  | «Боруссія» (Дортмунд)      | 2:2          | Мелащенко, Ідахор                                          |
| 194 | 19-09-2001 | Ліга чемпіонів ГР1   | Португалія           | «Ду Бесса», Порту                     | «Боавішта»                 | 1:3          | Гіоане                                                     |
| 195 | 26-09-2001 | Ліга чемпіонів ГР1   | Англія               | «Енфілд», Ліверпуль                   | «Ліверпуль»                | 0:1          |                                                            |
| 196 | 16-10-2001 | Ліга чемпіонів ГР1   | Україна              | «Олімпійський», Київ                  | «Ліверпуль»                | 1:2          | Гіоане                                                     |
| 197 | 24-10-2001 | Ліга чемпіонів ГР1   | Німеччина            | «Вестфаленштадіон», Дортмунд          | «Боруссія» (Дортмунд)      | 0:1          |                                                            |
| 198 | 30-10-2001 | Ліга чемпіонів ГР1   | Україна              | «Олімпійський», Київ                  | «Боавішта»                 | 1:0          | Мелащенко                                                  |
| Тренер - Олексій Михайличенко |            |                      |                      |                                       |                            |              |                                                            |
| 199 | 31-07-2002 | Ліга чемпіонів КР2   | Україна              | «Динамо» ім. В. Лобановського, Київ   | «Пюнік»                    | 4:0          | Чернат, Шацьких, Леандро, Боднар                           |
| 200 | 07-08-2002 | Ліга чемпіонів КР2   | Вірменія             | Республіканський, Єреван              | «Пюнік»                    | 2:2          | Шацьких, Мелащенко                                         |
| 201 | 14-08-2002 | Ліга чемпіонів КР3   | Болгарія             | «Георгі Аспарухов», Софія             | «Левські»                  | 1:0          | Чернат                                                     |
| 202 | 28-08-2002 | Ліга чемпіонів КР3   | Україна              | «Динамо» ім. В. Лобановського, Київ   | «Левські»                  | 1:0          | Чернат                                                     |
| 203 | 18-09-2002 | Ліга чемпіонів ГР1   | Україна              | «Олімпійський», Київ                  | «Ньюкасл Юнайтед»          | 2:0          | Шацьких, Хацкевич                                          |
| 204 | 24-09-2002 | Ліга чемпіонів ГР1   | Італія               | «Делле Альпі», Турин                  | «Ювентус»                  | 0:5          |                                                            |
| 205 | 01-10-2002 | Ліга чемпіонів ГР1   | Нідерланди           | «Феєнорд», Роттердам                  | «Феєнорд»                  | 0:0          |                                                            |
| 206 | 23-10-2002 | Ліга чемпіонів ГР1   | Україна              | «Олімпійський», Київ                  | «Феєнорд»                  | 2:0          | Хацкевич, Белькевич                                        |
| 207 | 29-10-2002 | Ліга чемпіонів ГР1   | Англія               | «Сент-Джеймс Парк», Ньюкасл-апон-Тайн | «Ньюкасл Юнайтед»          | 1:2          | Шацьких                                                    |
| 208 | 13-11-2002 | Ліга чемпіонів ГР1   | Україна              | «Олімпійський», Київ                  | «Ювентус»                  | 1:2          | Шацьких                                                    |
| 209 | 28-11-2002 | Кубок УЄФА 1/16      | Туреччина            | «Іненю», Стамбул                      | «Бешикташ»                 | 1:3          | Діого Рінкон                                               |
| 210 | 12-12-2002 | Кубок УЄФА 1/16      | Україна              | «Олімпійський», Київ                  | «Бешикташ»                 | 0:0          |                                                            |
| 211 | 12-08-2003 | Ліга чемпіонів КР3   | Україна              | «Динамо» ім. В. Лобановського, Київ   | «Динамо» (Загреб)          | 3:1          | Федоров, Леко, Гусєв                                       |
| 212 | 27-08-2003 | Ліга чемпіонів КР3   | Хорватія             | «Максимір», Загреб                    | «Динамо» (Загреб)          | 2:0          | Шацьких, Діого Рінкон                                      |
| 213 | 17-09-2003 | Ліга чемпіонів ГР    | Україна              | «Олімпійський», Київ                  | «Локомотив» (Москва)       | 2:0          | Діого Рінкон-2                                             |
| 214 | 30-09-2003 | Ліга чемпіонів ГР    | Італія               | «Сан-Сіро», Мілан                     | «Інтер» (Мілан)            | 1:2          | Федоров                                                    |
| 215 | 21-10-2003 | Ліга чемпіонів ГР    | Україна              | «Олімпійський», Київ                  | «Арсенал» (Лондон)         | 2:1          | Шацьких, Белькевич                                         |
| 216 | 05-11-2003 | Ліга чемпіонів ГР    | Англія               | «Хайбері», Лондон                     | «Арсенал» (Лондон)         | 0:1          |                                                            |
| 217 | 25-11-2003 | Ліга чемпіонів ГР    | Росія                | «Локомотив», Москва                   | «Локомотив» (Москва)       | 2:3          | Белькевич, Шацьких                                         |
| 218 | 10-12-2003 | Ліга чемпіонів ГР    | Україна              | «Олімпійський», Київ                  | «Інтер» (Мілан)            | 1:1          | Діого Рінкон                                               |
| 219 | 10-08-2004 | Ліга чемпіонів КР3   | Україна              | «Динамо» ім. В. Лобановського, Київ   | «Трабзонспор»              | 1:2          | Верпаковскіс                                               |
| Тренер - Йожеф Сабо |            |                      |                      |                                       |                            |              |                                                            |
| 220 | 24-08-2004 | Ліга чемпіонів КР3   | Туреччина            | «Хюсеїн Авні Акер», Трабзон           | «Трабзонспор»              | 2:0          | Гавранчич, Діого Рінкон                                    |
| 221 | 15-09-2004 | Ліга чемпіонів ГР    | Італія               | «Олімпіко», Рим                       | «Рома»                     | 3:0          |                                                            |
| Матч «Рома»-«Динамо» було перервано через травму арбітра, якої йому завдали римські вболівальники (рахунок був 1:0 на користь «Динамо», відзначився Гавранчич). «Ромі» зараховано поразку 0-3.. |            |                      |                      |                                       |                            |              |                                                            |
| 222 | 28-09-2004 | Ліга чемпіонів ГР    | Україна              | «Олімпійський», Київ                  | «Байєр»                    | 4:2          | Діого Рінкон-2, Чернат-2                                   |
| 223 | 19-10-2004 | Ліга чемпіонів ГР    | Іспанія              | «Сантьяго Бернабеу», Мадрид           | «Реал»                     | 0:1          |                                                            |
| 224 | 03-11-2004 | Ліга чемпіонів ГР    | Україна              | «Олімпійський», Київ                  | «Реал»                     | 2:2          | Юссуф, Верпаковскіс                                        |
| 225 | 23-11-2004 | Ліга чемпіонів ГР    | Україна              | «Олімпійський», Київ                  | «Рома»                     | 2:0          | Деллас (автогол), Шацьких                                  |
| 226 | 08-12-2004 | Ліга чемпіонів ГР    | Німеччина            | «БайАрена», Леверкузен                | «Байєр»                    | 0:3          |                                                            |
| 227 | 17-02-2005 | Кубок УЄФА 1/16      | Україна              | «Динамо» ім. В. Лобановського, Київ   | «Вільярреал»               | 0:0          |                                                            |
| 228 | 24-02-2005 | Кубок УЄФА 1/16      | Іспанія              | «Ель Мадригал», Вільярреал            | «Вільярреал»               | 0:2          |                                                            |
| Тренер - Леонід Буряк |            |                      |                      |                                       |                            |              |                                                            |
| 229 | 26-07-2005 | Ліга чемпіонів КР2   | Україна              | «Динамо» ім. В. Лобановського, Київ   | «Тун»                      | 2:2          | Гусєв, Шацьких                                             |
| 230 | 03-08-2005 | Ліга чемпіонів КР2   | Швейцарія            | «Де Сюїсс», Берн                      | «Тун»                      | 0:1          |                                                            |
| Тренер - Анатолій Дем'яненко |            |                      |                      |                                       |                            |              |                                                            |
| 231 | 26-07-2006 | Ліга чемпіонів КР2   | Латвія               | «Даугава», Лієпая                     | «Металургс»                | 4:1          | Діого Рінкон, Шацьких, Верпаковскіс, Гавранчич             |
| 232 | 02-08-2006 | Ліга чемпіонів КР2   | Україна              | «Динамо» ім. В. Лобановського, Київ   | «Металургс»                | 4:0          | Ротань-2, Корреа, Ребров                                   |
| 233 | 09-08-2006 | Ліга чемпіонів КР3   | Україна              | «Динамо» ім. В. Лобановського, Київ   | «Фенербахче»               | 3:1          | Діого Рінкон-2, Юссуф                                      |
| 234 | 23-08-2006 | Ліга чемпіонів КР3   | Туреччина            | «Шюкрю Сараджоглу», Стамбул           | «Фенербахче»               | 2:2          | Шацьких-2                                                  |
| 235 | 13-09-2006 | Ліга чемпіонів ГР    | Україна              | «Олімпійський», Київ                  | «Стяуа»                    | 1:4          | Ребров                                                     |
| 236 | 26-09-2006 | Ліга чемпіонів ГР    | Іспанія              | «Сантьяго Бернабеу», Мадрид           | «Реал»                     | 1:5          | Мілевський                                                 |
| 237 | 17-10-2006 | Ліга чемпіонів ГР    | Україна              | «Олімпійський», Київ                  | «Ліон»                     | 0:3          |                                                            |
| 238 | 01-11-2006 | Ліга чемпіонів ГР    | Франція              | «Жерлан», Ліон                        | «Ліон»                     | 0:1          |                                                            |
| 239 | 21-11-2006 | Ліга чемпіонів ГР    | Румунія              | «Стяуа», Бухарест                     | «Стяуа»                    | 1:1          | Чернат                                                     |
| 240 | 06-12-2006 | Ліга чемпіонів ГР    | Україна              | «Олімпійський», Київ                  | «Реал»                     | 2:2          | Шацьких-2                                                  |
| 241 | 15-08-2007 | Ліга чемпіонів КР3   | Боснія і Герцеговина | «Асім Ферхатович-Хасе», Сараєво       | «Сараєво»                  | 1:0          | Шацьких                                                    |
| 242 | 29-08-2007 | Ліга чемпіонів КР3   | Україна              | «Динамо» ім. В. Лобановського, Київ   | «Сараєво»                  | 3:0          | Бангура, Мілошевич (автогол), Ребров                       |
| 243 | 19-09-2007 | Ліга чемпіонів ГР    | Італія               | «Олімпіко», Рим                       | «Рома»                     | 0:2          |                                                            |
| Тренер - Йожеф Сабо |            |                      |                      |                                       |                            |              |                                                            |
| 244 | 02-10-2007 | Ліга чемпіонів ГР    | Україна              | «Олімпійський», Київ                  | «Спортінг»                 | 1:2          | Ващук                                                      |
| 245 | 23-10-2007 | Ліга чемпіонів ГР    | Україна              | «Олімпійський», Київ                  | «Манчестер Юнайтед»        | 2:4          | Діого Рінкон, Бангура                                      |
| Тренер - Олег Лужний |            |                      |                      |                                       |                            |              |                                                            |
| 246 | 07-11-2007 | Ліга чемпіонів ГР    | Англія               | «Олд-Траффорд», Манчестер             | «Манчестер Юнайтед»        | 0:4          |                                                            |
| 247 | 27-11-2007 | Ліга чемпіонів ГР    | Україна              | «Олімпійський», Київ                  | «Рома»                     | 1:4          | Бангура                                                    |
| 248 | 12-12-2007 | Ліга чемпіонів ГР    | Португалія           | «Жозе Алваладе», Лісабон              | «Спортінг»                 | 0:3          |                                                            |
| Тренер - Юрій Сьомін |            |                      |                      |                                       |                            |              |                                                            |
| 249 | 29-07-2008 | Ліга чемпіонів КР2   | Ірландія             | «Далімаунт Парк», Дублін              | «Дрогеда»                  | 2:1          | Михалик, Алієв                                             |
| 250 | 06-08-2008 | Ліга чемпіонів КР2   | Україна              | «Динамо» ім. В. Лобановського, Київ   | «Дрогеда»                  | 2:2          | Алієв, Мілевський                                          |
| 251 | 13-08-2008 | Ліга чемпіонів КР3   | Росія                | «Лужники», Москва                     | «Спартак» (Москва)         | 4:1          | Бангура-2, Мілевський-2                                    |
| 252 | 27-08-2008 | Ліга чемпіонів КР3   | Україна              | «Динамо» ім. В. Лобановського, Київ   | «Спартак» (Москва)         | 4:1          | Алієв, Бангура, Мілевський-2                               |
| 253 | 17-09-2008 | Ліга чемпіонів ГР    | Україна              | «Динамо» ім. В. Лобановського, Київ   | «Арсенал» (Лондон)         | 1:1          | Бангура                                                    |
| 254 | 30-09-2008 | Ліга чемпіонів ГР    | Туреччина            | «Шюкрю Сараджоглу», Стамбул           | «Фенербахче»               | 0:0          |                                                            |
| 255 | 21-10-2008 | Ліга чемпіонів ГР    | Португалія           | «Драгау», Порту                       | «Порту»                    | 1:0          | Алієв                                                      |
| 256 | 05-11-2008 | Ліга чемпіонів ГР    | Україна              | «Динамо» ім. В. Лобановського, Київ   | «Порту»                    | 1:2          | Мілевський                                                 |
| 257 | 25-11-2008 | Ліга чемпіонів ГР    | Англія               | «Емірейтс», Лондон                    | «Арсенал» (Лондон)         | 0:1          |                                                            |
| 258 | 10-12-2008 | Ліга чемпіонів ГР    | Україна              | «Динамо» ім. В. Лобановського, Київ   | «Фенербахче»               | 1:0          | Єременко                                                   |
| 259 | 18-02-2009 | Кубок УЄФА 1/16      | Україна              | «Динамо» ім. В. Лобановського, Київ   | «Валенсія»                 | 1:1          | Мілевський                                                 |
| 260 | 26-02-2009 | Кубок УЄФА 1/16      | Іспанія              | «Месталья», Валенсія                  | «Валенсія»                 | 2:2          | Кравець-2                                                  |
| 261 | 12-03-2009 | Кубок УЄФА 1/8       | Україна              | «Динамо» ім. В. Лобановського, Київ   | «Металіст»                 | 1:0          | Вукоєвич                                                   |
| 262 | 19-03-2009 | Кубок УЄФА 1/8       | Україна              | «Металіст», Харків                    | «Металіст»                 | 2:3          | Саблич, Березовчук (аг)                                    |
| 263 | 09-04-2009 | Кубок УЄФА 1/4       | Франція              | «Парк-де-Пренс», Париж                | ПСЖ                        | 0:0          |                                                            |
| 264 | 16-04-2009 | Кубок УЄФА 1/4       | Україна              | «Динамо» ім. В. Лобановського, Київ   | ПСЖ                        | 3:0          | Бангура, Ландро (аг), Вукоєвич                             |
| 265 | 30-04-2009 | Кубок УЄФА 1/2       | Україна              | «Динамо» ім. В. Лобановського, Київ   | «Шахтар» (Донецьк)         | 1:1          | Чигринський (аг)                                           |
| 266 | 07-05-2009 | Кубок УЄФА 1/2       | Україна              | «Олімпійський», Донецьк               | «Шахтар» (Донецьк)         | 1:2          | Бангура                                                    |
| Тренер - Валерій Газзаєв |            |                      |                      |                                       |                            |              |                                                            |
| 267 | 16-09-2009 | Ліга чемпіонів ГР    | Україна              | «Динамо» ім. В. Лобановського, Київ   | «Рубін»                    | 3:1          | Юссуф, Маграо, Гусєв                                       |
| 268 | 29-09-2009 | Ліга чемпіонів ГР    | Іспанія              | «Камп-Ноу», Барселона                 | «Барселона»                | 0:2          |                                                            |
| 269 | 20-10-2009 | Ліга чемпіонів ГР    | Італія               | «Сан-Сіро», Мілан                     | «Інтер» (Мілан)            | 2:2          | Михалик, Лусіу (аг)                                        |
| 270 | 04-11-2009 | Ліга чемпіонів ГР    | Україна              | «Динамо» ім. В. Лобановського, Київ   | «Інтер» (Мілан)            | 1:2          | Шевченко                                                   |
| 271 | 24-11-2009 | Ліга чемпіонів ГР    | Росія                | Центральний, Казань                   | «Рубін»                    | 0:0          |                                                            |
| 272 | 09-12-2009 | Ліга чемпіонів ГР    | Україна              | «Динамо» ім. В. Лобановського, Київ   | «Барселона»                | 1:2          | Мілевський                                                 |
| 273 | 27-07-2010 | Ліга чемпіонів КР3   | Україна              | «Динамо» ім. В. Лобановського, Київ   | «Гент»                     | 3:0          | Ярмоленко, Шевченко, Зозуля                                |
| 274 | 04-08-2010 | Ліга чемпіонів КР3   | Бельгія              | «Жуль Оттен», Гент                    | «Гент»                     | 3:1          | Гармаш, Мілевський, Гусєв                                  |
| 275 | 17-08-2010 | Ліга чемпіонів РПО   | Україна              | «Динамо» ім. В. Лобановського, Київ   | «Аякс»                     | 1:1          | Гусєв                                                      |
| 276 | 25-08-2010 | Ліга чемпіонів РПО   | Нідерланди           | «Амстердам-Арена», Амстердам          | «Аякс»                     | 1:2          | Шевченко                                                   |
| 277 | 16-09-2010 | Ліга Європи ГР       | Україна              | «Динамо» ім. В. Лобановського, Київ   | БАТЕ                       | 2:2          | Мілевський, Єременко                                       |
| 278 | 30-09-2010 | Ліга Європи ГР       | Молдова              | «Шериф», Тирасполь                    | «Шериф»                    | 0:2          |                                                            |
| Тренер - Олег Лужний |            |                      |                      |                                       |                            |              |                                                            |
| 279 | 21-10-2010 | Ліга Європи ГР       | Нідерланди           | АФАС, Алкмар                          | АЗ                         | 2:1          | Мілевський, Хачеріді                                       |
| 280 | 04-11-2010 | Ліга Європи ГР       | Україна              | «Динамо» ім. В. Лобановського, Київ   | АЗ                         | 2:0          | Мілевський-2                                               |
| 281 | 02-12-2010 | Ліга Європи ГР       | Білорусь             | «Динамо», Мінськ                      | БАТЕ                       | 4:1          | Вукоєвич, Ярмоленко, Гусєв, Мілевський                     |
| 282 | 15-12-2010 | Ліга Європи ГР       | Україна              | «Динамо» ім. В. Лобановського, Київ   | «Шериф»                    | 0:0          |                                                            |
| Тренер - Юрій Сьомін |            |                      |                      |                                       |                            |              |                                                            |
| 283 | 17-02-2011 | Ліга Європи 1/16     | Туреччина            | «Іненю», Стамбул                      | «Бешикташ»                 | 4:1          | Вукоєвич, Шевченко, Юссуф, Гусєв                           |
| 284 | 24-02-2011 | Ліга Європи 1/16     | Україна              | «Динамо» ім. В. Лобановського, Київ   | «Бешикташ»                 | 4:0          | Вукоєвич, Ярмоленко, Гусєв, Шевченко                       |
| 285 | 10-03-2011 | Ліга Європи 1/8      | Україна              | «Динамо» ім. В. Лобановського, Київ   | «Манчестер Сіті»           | 2:0          | Шевченко, Гусєв                                            |
| 286 | 17-03-2011 | Ліга Європи 1/8      | Англія               | «Сіті оф Манчестер», Манчестер        | «Манчестер Сіті»           | 0:1          |                                                            |
| 287 | 07-04-2011 | Ліга Європи 1/4      | Україна              | «Динамо» ім. В. Лобановського, Київ   | «Брага»                    | 1:1          | Ярмоленко                                                  |
| 288 | 14-04-2011 | Ліга Європи 1/4      | Португалія           | Муніципальний, Брага                  | «Брага»                    | 0:0          |                                                            |
| 289 | 26-07-2011 | Ліга чемпіонів КРЗ   | Україна              | «Динамо» ім. В. Лобановського, Київ   | «Рубін»                    | 0:2          |                                                            |
| 290 | 03-08-2011 | Ліга чемпіонів КРЗ   | Росія                | Центральний, Казань                   | «Рубін»                    | 1:2          | Гусєв                                                      |
| 291 | 18-08-2011 | Ліга Європи РПО      | Болгарія             | «Градськи», Ловеч                     | «Литекс»                   | 2:1          | Нинкович, Ідейє                                            |
| 292 | 25-08-2011 | Ліга Європи РПО      | Україна              | «Динамо» ім. В. Лобановського, Київ   | «Литекс»                   | 1:0          | Мілевський                                                 |
| 293 | 15-09-2011 | Ліга Європи ГР       | Україна              | «Динамо» ім. В. Лобановського, Київ   | «Сток Сіті»                | 1:1          | Вукоєвич                                                   |
| 294 | 29-09-2011 | Ліга Європи ГР       | Ізраїль              | «Блумфілд», Тель-Авів                 | «Маккабі» (Тель-Авів)      | 1:1          | Ідейє                                                      |
| 295 | 20-10-2011 | Ліга Європи ГР       | Україна              | «Динамо» ім. В. Лобановського, Київ   | «Бешикташ»                 | 1:0          | Гармаш                                                     |
| 296 | 03-11-2011 | Ліга Європи ГР       | Туреччина            | «Іненю», Стамбул                      | «Бешикташ»                 | 0:1          |                                                            |
| 297 | 01-12-2011 | Ліга Європи ГР       | Англія               | «Британія», Сток-он-Трент             | «Сток Сіті»                | 1:1          | Апсон (аг)                                                 |
| 298 | 14-12-2011 | Ліга Європи ГР       | Україна              | «Динамо» ім. В. Лобановського, Київ   | «Маккабі» (Тель-Авів)      | 3:3          | Єйні (аг), Гусєв-2                                         |
| 299 | 31-07-2012 | Ліга чемпіонів КРЗ   | Україна              | «Олімпійський», Київ                  | «Феєнорд»                  | 2:1          | Іммерс (аг), Ідейє                                         |
| 300 | 07-08-2012 | Ліга чемпіонів КРЗ   | Нідерланди           | «Де Кейп», Роттердам                  | «Феєнорд»                  | 1:0          | Ідейє                                                      |
| 301 | 21-08-2012 | Ліга чемпіонів РПО   | Німеччина            | «Боруссія-Парк», Менхенгладбах        | «Боруссія» (Менхенгладбах) | 3:1          | Михалик, Ярмоленко, де Йонг (аг)                           |
| 302 | 30-08-2012 | Ліга чемпіонів РПО   | Україна              | «Олімпійський», Київ                  | «Боруссія» (Менхенгладбах) | 1:2          | Ідейє                                                      |
| 303 | 18-09-2012 | Ліга чемпіонів ГР    | Франція              | «Парк-де-Пренс», Париж                | ПСЖ                        | 1:4          | Велозу                                                     |
| Тренер - Олег Блохін |            |                      |                      |                                       |                            |              |                                                            |
| 304 | 03-10-2012 | Ліга чемпіонів ГР    | Україна              | «Олімпійський», Київ                  | «Динамо» (Загреб)          | 2:0          | Гусєв, Пиварич (аг)                                        |
| 305 | 24-10-2012 | Ліга чемпіонів ГР    | Португалія           | «Драгау», Порту                       | «Порту»                    | 2:3          | Гусєв, Ідейє                                               |
| 306 | 06-11-2012 | Ліга чемпіонів ГР    | Україна              | «Олімпійський», Київ                  | «Порту»                    | 0:0          |                                                            |
| 307 | 21-11-2012 | Ліга чемпіонів ГР    | Україна              | «Олімпійський», Київ                  | ПСЖ                        | 0:2          |                                                            |
| 308 | 04-12-2012 | Ліга чемпіонів ГР    | Хорватія             | «Максимір», Загреб                    | «Динамо» (Загреб)          | 1:1          | Ярмоленко                                                  |
| 309 | 14-02-2013 | Ліга Європи 1/16     | Україна              | «Олімпійський», Київ                  | «Бордо»                    | 1:1          | Аруна                                                      |
| 310 | 21-02-2013 | Ліга Європи 1/16     | Франція              | «Шабан-Дельмас», Бордо                | «Бордо»                    | 0:1          |                                                            |
| 311 | 22-08-2013 | Ліга Європи РПО      | Казахстан            | «Центральний», Актобе                 | «Актобе»                   | 3:2          | Ярмоленко, Ідейє, Беланда                                  |
| 312 | 29-08-2013 | Ліга Європи РПО      | Україна              | «Олімпійський», Київ                  | «Актобе»                   | 5:1          | Ленс, Безус, Мбокані, Ідейє, Гусєв                         |
| 313 | 19-09-2013 | Ліга Європи ГР       | Україна              | «Олімпійський», Київ                  | «Генк»                     | 0:1          |                                                            |
| 314 | 03-10-2013 | Ліга Європи ГР       | Австрія              | «Ернст Гаппель», Відень               | «Рапід»                    | 2:2          | Ярмоленко, Дібон (аг)                                      |
| 315 | 24-10-2013 | Ліга Європи ГР       | Україна              | «Олімпійський», Київ                  | «Тун»                      | 3:0          | Ярмоленко, Мбокані, Гусєв                                  |
| 316 | 08-11-2013 | Ліга Європи ГР       | Швейцарія            | «Арена Тун», Тун                      | «Тун»                      | 2:0          | Шенкель (аг), Ярмоленко                                    |
| 317 | 28-11-2013 | Ліга Європи ГР       | Бельгія              | «Крістал-Арена», Генк                 | «Генк»                     | 1:3          | Ярмоленко                                                  |
| 318 | 12-12-2013 | Ліга Європи ГР       | Україна              | «Олімпійський», Київ                  | «Рапід»                    | 3:1          | Ленс, Гусєв, Велозу                                        |
| 319 | 20-02-2014 | Ліга Європи 1/16     | Кіпр                 | «ГСП», Нікосія                        | «Валенсія»                 | 0:2          |                                                            |
| 320 | 27-02-2014 | Ліга Європи 1/16     | Іспанія              | «Месталья», Валенсія                  | «Валенсія»                 | 0:0          |                                                            |
| Тренер - Сергій Ребров |            |                      |                      |                                       |                            |              |                                                            |
| 321 | 18-09-2014 | Ліга Європи ГР       | Португалія           | «Ріу Аве», Віла-ду-Конде              | «Ріу Аве»                  | 3:0          | Ярмоленко, Беланда, Кравець                                |
| 322 | 02-10-2014 | Ліга Європи ГР       | Україна              | «Олімпійський», Київ                  | «Стяуа»                    | 3:1          | Ярмоленко, Кравець, Теодорчик                              |
| 323 | 23-10-2014 | Ліга Європи ГР       | Данія                | «Енерджі Норд Арена», Ольборг         | «Ольборг»                  | 0:3          |                                                            |
| 324 | 06-11-2014 | Ліга Європи ГР       | Україна              | «Олімпійський», Київ                  | «Ольборг»                  | 2:0          | Віда, Гусєв                                                |
| 325 | 27-11-2014 | Ліга Європи ГР       | Україна              | «Олімпійський», Київ                  | «Ріу Аве»                  | 2:0          | Ленс, Велозу                                               |
| 326 | 11-12-2014 | Ліга Європи ГР       | Румунія              | «Національний», Бухарест              | «Стяуа»                    | 2:0          | Ярмоленко, Ленс                                            |
| 327 | 19-02-2015 | Ліга Європи 1/16     | Франція              | «Стад де Рудуру», Генгам              | «Генгам»                   | 1:2          | Велозу                                                     |
| 328 | 26-02-2015 | Ліга Європи 1/16     | Україна              | «Олімпійський», Київ                  | «Генгам»                   | 3:1          | Теодорчик, Буяльський, Гусєв                               |
| 329 | 12-03-2015 | Ліга Європи 1/8      | Англія               | «Гудісон Парк», Ліверпуль             | «Евертон»                  | 1:2          | Гусєв                                                      |
| 330 | 19-03-2015 | Ліга Європи 1/8      | Україна              | «Олімпійський», Київ                  | «Евертон»                  | 5:2          | Ярмоленко, Теодорчик, Велозу, Гусєв, Антунеш               |
| 331 | 16-04-2015 | Ліга Європи 1/4      | Україна              | «Олімпійський», Київ                  | «Фіорентіна»               | 1:1          | Ленс                                                       |
| 332 | 23-04-2015 | Ліга Європи 1/4      | Італія               | «Артеміо Франкі», Флоренція           | «Фіорентіна»               | 0:2          |                                                            |
| 333 | 16-09-2015 | Ліга чемпіонів ГР    | Україна              | «Олімпійський», Київ                  | «Порту»                    | 2:2          | Гусєв, Буяльський                                          |
| 334 | 29-09-2015 | Ліга чемпіонів ГР    | Ізраїль              | «Самі Офер», Хайфа                    | «Маккабі» (Тель-Авів)      | 2:0          | Ярмоленко, Мораес                                          |
| 335 | 20-10-2015 | Ліга чемпіонів ГР    | Україна              | «Олімпійський», Київ                  | «Челсі»                    | 0:0          |                                                            |
| 336 | 04-11-2015 | Ліга чемпіонів ГР    | Англія               | «Стемфорд Бридж», Лондон              | «Челсі»                    | 1:2          | Драгович                                                   |
| 337 | 24-11-2015 | Ліга чемпіонів ГР    | Португалія           | «Драгау», Порту                       | «Порту»                    | 2:0          | Ярмоленко, Гонсалес                                        |
| 338 | 09-12-2015 | Ліга чемпіонів ГР    | Україна              | «Олімпійський», Київ                  | «Маккабі» (Тель-Авів)      | 1:0          | Гармаш                                                     |
| 339 | 24-02-2016 | Ліга чемпіонів 1/8   | Україна              | «Олімпійський», Київ                  | «Манчестер Сіті»           | 1:3          | Буяльський                                                 |
| 340 | 15-03-2016 | Ліга чемпіонів 1/8   | Англія               | «Сіті оф Манчестер», Манчестер        | «Манчестер Сіті»           | 0:0          |                                                            |
| 341 | 13-09-2016 | Ліга чемпіонів ГР    | Україна              | «Олімпійський», Київ                  | «Наполі»                   | 1:2          | Гармаш                                                     |
| 342 | 28-09-2016 | Ліга чемпіонів ГР    | Туреччина            | «Водафон Парк», Стамбул               | «Бешикташ»                 | 1:1          | Циганков                                                   |
| 343 | 19-10-2016 | Ліга чемпіонів ГР    | Україна              | «Олімпійський», Київ                  | «Бенфіка»                  | 0:2          |                                                            |
| 344 | 01-11-2016 | Ліга чемпіонів ГР    | Португалія           | «Да Луж», Лісабон                     | «Бенфіка»                  | 0:1          |                                                            |
| 345 | 23-11-2016 | Ліга чемпіонів ГР    | Італія               | «Сан-Паоло», Неаполь                  | «Наполі»                   | 0:0          |                                                            |
| 346 | 06-12-2016 | Ліга чемпіонів ГР    | Україна              | «Олімпійський», Київ                  | «Бешикташ»                 | 6:0          | Бєсєдін, Ярмоленко, Буяльський, Гонсалес, Сидорчук, Мораес |
| Тренер - Олександр Хацкевич |            |                      |                      |                                       |                            |              |                                                            |
| 347 | 26-07-2017 | Ліга чемпіонів КРЗ   | Україна              | «Олімпійський», Київ                  | «Янг Бойз»                 | 3:1          | Ярмоленко, Мбокані, Гармаш                                 |
| 348 | 02-08-2017 | Ліга чемпіонів КРЗ   | Швейцарія            | «Де Сюїсс», Берн                      | «Янг Бойз»                 | 0:2          |                                                            |
| 349 | 17-08-2017 | Ліга Європи РПО      | Португалія           | «Баррейруш», Фуншал                   | «Марітіму»                 | 0:0          |                                                            |
| 350 | 24-08-2017 | Ліга Європи РПО      | Україна              | «Олімпійський», Київ                  | «Марітіму»                 | 3:1          | Гармаш, Морозюк, Гонсалес                                  |
| 351 | 14-09-2017 | Ліга Європи ГР       | Україна              | «Олімпійський», Київ                  | «Скендербеу»               | 3:1          | Сидорчук, Мораес, Мбокані                                  |
| 352 | 28-09-2017 | Ліга Європи ГР       | Сербія               | «Партизан», Белград                   | «Партизан»                 | 3:2          | Мораес-2, Буяльський                                       |
| 353 | 19-10-2017 | Ліга Європи ГР       | Україна              | «Олімпійський», Київ                  | «Янг Бойз»                 | 2:2          | Мбокані, Морозюк                                           |
| 354 | 02-11-2017 | Ліга Європи ГР       | Швейцарія            | «Де Сюїсс», Берн                      | «Янг Бойз»                 | 1:0          | Буяльський                                                 |
| 355 | 23-11-2017 | Ліга Європи ГР       | Албанія              | «Ельбасан Арена», Ельбасан            | «Скендербеу»               | 2:3          | Циганков, Русин                                            |
| 356 | 07-12-2017 | Ліга Європи ГР       | Україна              | «Олімпійський», Київ                  | «Партизан»                 | 4:1          | Морозюк, Мораес-3                                          |
| 357 | 15-02-2018 | Ліга Європи 1/16     | Греція               | «Олімпійський», Афіни                 | АЕК (Афіни)                | 1:1          | Циганков                                                   |
| 358 | 22-02-2018 | Ліга Європи 1/16     | Україна              | «Олімпійський», Київ                  | АЕК (Афіни)                | 0:0          |                                                            |
| 359 | 08-03-2018 | Ліга Європи 1/8      | Італія               | «Олімпіко», Рим                       | «Лаціо»                    | 2:2          | Циганков, Мораес                                           |
| 360 | 15-03-2018 | Ліга Європи 1/8      | Україна              | «Олімпійський», Київ                  | «Лаціо»                    | 0:2          |                                                            |
| 361 | 07-08-2018 | Ліга чемпіонів КРЗ   | Чехія                | «Еден Арена», Прага                   | «Славія» (Прага)           | 1:1          | Вербич                                                     |
| 362 | 14-08-2018 | Ліга чемпіонів КРЗ   | Україна              | «Олімпійський», Київ                  | «Славія» (Прага)           | 2:0          | Вербич, Бєсєдін                                            |
| 363 | 22-08-2018 | Ліга чемпіонів РПО   | Нідерланди           | «Йоган Кройф Арена», Амстердам        | «Аякс»                     | 1:3          | Кендзьора                                                  |
| 364 | 28-08-2018 | Ліга чемпіонів РПО   | Україна              | «Олімпійський», Київ                  | «Аякс»                     | 0:0          |                                                            |
| 365 | 20-09-2018 | Ліга Європи ГР       | Україна              | «Олімпійський», Київ                  | «Астана»                   | 2:2          | Циганков, Гармаш                                           |
| 366 | 04-10-2018 | Ліга Європи ГР       | Чехія                | «Стшельніце», Яблонець-над-Нисою      | «Яблонець»                 | 2:2          | Циганков, Гармаш                                           |
| 367 | 25-10-2018 | Ліга Європи ГР       | Франція              | «Руазон-Парк», Ренн                   | «Ренн»                     | 2:1          | Кендзьора, Буяльський                                      |
| 368 | 08-11-2018 | Ліга Європи ГР       | Україна              | «Олімпійський», Київ                  | «Ренн»                     | 3:1          | Вербич, Миколенко, Шапаренко                               |
| 369 | 29-11-2018 | Ліга Європи ГР       | Казахстан            | «Астана Арена», Астана                | «Астана»                   | 1:0          | Вербич                                                     |
| 370 | 13-12-2018 | Ліга Європи ГР       | Україна              | «Олімпійський», Київ                  | «Яблонець»                 | 0:1          |                                                            |
| 371 | 14-02-2019 | Ліга Європи 1/16     | Греція               | «Георгіос Караїскакіс», Пірей         | «Олімпіакос» (Пірей)       | 2:2          | Буяльський, Вербич                                         |
| 372 | 21-02-2019 | Ліга Європи 1/16     | Україна              | «Олімпійський», Київ                  | «Олімпіакос» (Пірей)       | 1:0          | Соль                                                       |
| 373 | 07-03-2019 | Ліга Європи 1/8      | Англія               | «Стемфорд Бридж», Лондон              | «Челсі»                    | 0:3          |                                                            |
| 374 | 14-03-2019 | Ліга Європи 1/8      | Україна              | «Олімпійський», Київ                  | «Челсі»                    | 0:5          |                                                            |
| 375 | 06-08-2019 | Ліга чемпіонів КРЗ   | Бельгія              | «Ян Брейдел», Брюгге                  | «Брюгге»                   | 0:1          |                                                            |
| 376 | 13-08-2019 | Ліга чемпіонів КРЗ   | Україна              | «Олімпійський», Київ                  | «Брюгге»                   | 3:3          | Буяльський, Шепелєв, Мехеле (аг)                           |
| Тренер - Олексій Михайличенко |            |                      |                      |                                       |                            |              |                                                            |
| 377 | 19-09-2019 | Ліга Європи ГР       | Україна              | «Олімпійський», Київ                  | «Мальме»                   | 1:0          | Буяльський                                                 |
| 378 | 03-10-2019 | Ліга Європи ГР       | Швейцарія            | «Кібунпарк», Санкт-Галлен             | «Лугано»                   | 0:0          |                                                            |
| 379 | 24-10-2019 | Ліга Європи ГР       | Україна              | «Олімпійський», Київ                  | «Копенгаген»               | 1:1          | Шабанов                                                    |
| 380 | 07-11-2019 | Ліга Європи ГР       | Данія                | «Паркен», Копенгаген                  | «Копенгаген»               | 1:1          | Вербич                                                     |
| 381 | 28-11-2019 | Ліга Європи ГР       | Швеція               | «Сведбанк», Мальме                    | «Мальме»                   | 3:4          | Миколенко, Циганков, Вербич                                |
| 382 | 12-12-2019 | Ліга Європи ГР       | Україна              | «Олімпійський», Київ                  | «Лугано»                   | 1:1          | Циганков                                                   |
| Тренер - Мірча Луческу |            |                      |                      |                                       |                            |              |                                                            |
| 383 | 15-09-2020 | Ліга чемпіонів КРЗ   | Україна              | «Олімпійський», Київ                  | «АЗ»                       | 2:0          | Родрігес, Шапаренко                                        |
| 384 | 23-09-2020 | Ліга чемпіонів РПО   | Бельгія              | «Геламко-Арена», Гент                 | «Гент»                     | 2:1          | Супряга, де Пена                                           |
| 385 | 29-09-2020 | Ліга чемпіонів РПО   | Україна              | «Олімпійський», Київ                  | «Гент»                     | 3:0          | Буяльський, де Пена, Родрігес                              |
| 386 | 20-10-2020 | Ліга чемпіонів ГР    | Україна              | «Олімпійський», Київ                  | «Ювентус»                  | 0:2          |                                                            |
| 387 | 28-10-2020 | Ліга чемпіонів ГР    | Угорщина             | «Групама Арена», Будапешт             | «Ференцварош»              | 2:2          | Циганков, де Пена                                          |
| 388 | 04-11-2020 | Ліга чемпіонів ГР    | Іспанія              | «Камп-Ноу», Барселона                 | «Барселона»                | 1:2          | Циганков                                                   |
| 389 | 24-11-2020 | Ліга чемпіонів ГР    | Україна              | «Олімпійський», Київ                  | «Барселона»                | 0:4          |                                                            |
| 390 | 24-11-2020 | Ліга чемпіонів ГР    | Італія               | «Ювентус-Стедіум», Турин              | «Ювентус»                  | 0:3          |                                                            |
| 391 | 24-11-2020 | Ліга чемпіонів ГР    | Україна              | «Олімпійський», Київ                  | «Ференцварош»              | 1:0          | Попов                                                      |
| 392 | 18-02-2021 | Ліга Європи 1/16     | Україна              | «Олімпійський», Київ                  | «Брюгге»                   | 1:1          | Буяльський                                                 |
| 393 | 25-02-2021 | Ліга Європи 1/16     | Бельгія              | «Ян Брейдел», Брюгге                  | «Брюгге»                   | 1:0          | Буяльський                                                 |
| 394 | 11-03-2021 | Ліга Європи 1/8      | Україна              | «Олімпійський», Київ                  | «Вільярреал»               | 0:2          |                                                            |
| 395 | 18-03-2021 | Ліга Європи 1/8      | Іспанія              | «Естадіо де ла Кераміка», Віла-Реал   | «Вільярреал»               | 0:2          |                                                            |
| 396 | 14-09-2021 | Ліга чемпіонів ГР    | Україна              | «Олімпійський», Київ                  | «Бенфіка»                  | 0:0          |                                                            |
| 397 | 29-09-2021 | Ліга чемпіонів ГР    | Німеччина            | «Альянц-Арена», Мюнхен                | «Баварія»                  | 0:5          |                                                            |
| 398 | 20-10-2021 | Ліга чемпіонів ГР    | Іспанія              | «Камп-Ноу», Барселона                 | «Барселона»                | 0:1          |                                                            |
| 399 | 02-11-2021 | Ліга чемпіонів ГР    | Україна              | «Олімпійський», Київ                  | «Барселона»                | 0:1          |                                                            |
| 400 | 23-11-2021 | Ліга чемпіонів ГР    | Україна              | «Олімпійський», Київ                  | «Баварія»                  | 1:2          | Гармаш                                                     |
| 401 | 08-12-2021 | Ліга чемпіонів ГР    | Португалія           | «Да Луж», Лісабон                     | «Бенфіка»                  | 0:2          |                                                            |
| 402 | 20-07-2022 | Ліга чемпіонів КР2   | Польща               | «ЛКС», Лодзь                          | «Фенербахче»               | 0:0          |                                                            |
| 403 | 27-07-2022 | Ліга чемпіонів КР2   | Туреччина            | «Шюкрю Сараджоглу», Стамбул           | «Фенербахче»               | 2:1          | Буяльський, Караваєв                                       |
| 404 | 03-08-2022 | Ліга чемпіонів КР3   | Польща               | «ЛКС», Лодзь                          | «Штурм»                    | 1:0          | Караваєв                                                   |
| 405 | 09-08-2022 | Ліга чемпіонів КР3   | Австрія              | «Меркур Арена», Грац                  | «Штурм»                    | 2:1          | Вівчаренко, Циганков                                       |
| 406 | 17-08-2022 | Ліга чемпіонів РПО   | Польща               | «ЛКС», Лодзь                          | «Бенфіка»                  | 0:2          |                                                            |
| 407 | 23-08-2022 | Ліга чемпіонів РПО   | Португалія           | «Да Луж», Лісабон                     | «Бенфіка»                  | 0:3          |                                                            |
| 408 | 08-09-2022 | Ліга Європи ГР       | Туреччина            | «Шюкрю Сараджоглу», Стамбул           | «Фенербахче»               | 1:2          | Циганков                                                   |
| 409 | 15-09-2022 | Ліга Європи ГР       | Польща               | «Краковія», Краків                    | АЕК (Ларнака)              | 0:1          |                                                            |
| 410 | 06-10-2022 | Ліга Європи ГР       | Франція              | «Руазон-Парк», Ренн                   | «Ренн»                     | 1:2          | Циганков                                                   |
| 411 | 13-10-2022 | Ліга Європи ГР       | Польща               | «Краковія», Краків                    | «Ренн»                     | 0:1          |                                                            |
| 412 | 27-10-2022 | Ліга Європи ГР       | Кіпр                 | «АЕК Арена», Ларнака                  | АЕК (Ларнака)              | 3:3          | Ванат, Гармаш-2                                            |
| 413 | 03-11-2022 | Ліга Європи ГР       | Польща               | «Краковія», Краків                    | «Фенербахче»               | 0:2          |                                                            |
| 414 | 10-08-2023 | Ліга конференцій КР3 | Греція               | «Клеантіс Вікелідіс», Салоніки        | «Аріс» (Салоніки)          | 0:1          |                                                            |
| 415 | 17-08-2023 | Ліга конференцій КР3 | Румунія              | «Рапід-Джулешті», Бухарест            | «Аріс» (Салоніки)          | 2:1 пен. 6:5 | Волошин, Караваєв                                          |
| 416 | 24-08-2023 | Ліга конференцій РПО | Румунія              | «Рапід-Джулешті», Бухарест            | «Бешикташ»                 | 2:3          | Шапаренко, Волошин                                         |
| 417 | 31-08-2023 | Ліга конференцій РПО | Туреччина            | «Бешикташ Парк», Стамбул              | «Бешикташ»                 | 0:1          |                                                            |
| Тренер - Олександр Шовковський |            |                      |                      |                                       |                            |              |                                                            |
| 418 | 23-07-2024 | Ліга чемпіонів КР2   | Польща               | «Арена Люблін», Люблін                | «Партизан»                 | 6:2          | Шапаренко, Бражко, Караваєв, Кабаєв, Попов, Піхальонок     |
| 419 | 31-07-2024 | Ліга чемпіонів КР2   | Сербія               | «Партизан», Белград                   | «Партизан»                 | 3:0          | Ярмоленко, Ванат, Караваєв                                 |
| 420 | 06-08-2024 | Ліга чемпіонів КР3   | Польща               | «Арена Люблін», Люблін                | «Рейнджерс»                | 1:1          | Ярмоленко                                                  |
| 421 | 13-08-2024 | Ліга чемпіонів КР3   | Шотландія            | «Гемпден-Парк», Глазго                | «Рейнджерс»                | 2:0          | Піхальонок, Волошин                                        |
| 422 | 21-08-2024 | Ліга чемпіонів РПО   | Польща               | «Арена Люблін», Люблін                | «Ред Булл» (Зальцбург)     | 0:2          |                                                            |
| 423 | 27-08-2024 | Ліга чемпіонів РПО   | Австрія              | «Ред Булл Арена», Зальцбург           | «Ред Булл» (Зальцбург)     | 1:1          | Ванат                                                      |
| 424 | 25-09-2024 | Ліга Європи ЕЛ       | Німеччина            | «Фолькспарк», Гамбург                 | «Лаціо»                    | 0:3          |                                                            |
| 425 | 03-10-2024 | Ліга Європи ЕЛ       | Німеччина            | «ПреЗеро Арена», Зінсгайм             | «Гоффенгайм»               | 0:2          |                                                            |
| 426 | 24-10-2024 | Ліга Європи ЕЛ       | Італія               | «Олімпіко», Рим                       | «Рома»                     | 0:1          |                                                            |
| 427 | 07-11-2024 | Ліга Європи ЕЛ       | Німеччина            | «Фолькспарк», Гамбург                 | «Ференцварош»              | 0:4          |                                                            |
| 428 | 28-11-2024 | Ліга Європи ЕЛ       | Німеччина            | «Фолькспарк», Гамбург                 | «Вікторія» (Пльзень)       | 1:2          | Кабаєв                                                     |
| 429 | 12-12-2024 | Ліга Європи ЕЛ       | Іспанія              | «Реале Арена», Сан-Себастьян          | «Реал Сосьєдад»            | 0:3          |                                                            |
| 430 | 21-01-2025 | Ліга Європи ЕЛ       | Туреччина            | «Алі Самі Єн», Стамбул                | «Галатасарай»              | 3:3          | Ванат, Ярмоленко-2                                         |
| 431 | 30-01-2025 | Ліга Європи ЕЛ       | Німеччина            | «Фолькспарк», Гамбург                 | РФШ                        | 1:0          | Піхальонок                                                 |
| 432 | 22-07-2025 | Ліга чемпіонів КР2   | Мальта               | «Тоні Беззіна», Паола                 | «Хамрун Спартанс»          | 3:0          | Ванат, Буяльський, Волошин                                 |
| 433 | 29-07-2025 | Ліга чемпіонів КР2   | Польща               | «Арена Люблін», Люблін                | «Хамрун Спартанс»          | 3:0          | Ванат, Бражко, Михавко                                     |
| 434 | 05-08-2025 | Ліга чемпіонів КР3   | Польща               | «Арена Люблін», Люблін                | «Пафос»                    | 0:1          |                                                            |
| 435 | 12-08-2025 | Ліга чемпіонів КР3   | Кіпр                 | «Лімасол», Лімасол                    | «Пафос»                    | 0:2          |                                                            |
| 436 | 21-08-2025 | Ліга Європи РПО      | Сербія               | «ТСЦ Арена», Бачка-Топола             | «Маккабі» (Тель-Авів)      | :            |                                                            |
| 437 | 28-08-2025 | Ліга Європи РПО      | Польща               | «Арена Люблін», Люблін                | «Маккабі» (Тель-Авів)      | :            |                                                            |

## Найкращі бомбардири Динамо в єврокубках
У списку представлені футболісти, які у турнірах під егідою УЄФА забили за київське «Динамо» 10 і більше м'ячів. Виділені футболісти, які продовжують виступи у складі «Динамо».
| №  | Ім'я               | КЧ (ЛЧ) | КК | КУЄФА (ЛЄ) | СК | Всього |
| -- | ------------------ | ------- | -- | ---------- | -- | ------ |
| 1  | Сергій Ребров      | 31      | 0  | 0          | 0  | 31     |
| 2  | Андрій Шевченко    | 22      | 0  | 3          | 0  | 25     |
| 3  | Олег Блохін        | 10      | 9  | 2          | 3  | 24     |
| 4  | Максим Шацьких     | 23      | 0  | 0          | 0  | 23     |
| 5  | Андрій Ярмоленко   | 9       | 0  | 14         | 0  | 23     |
| 6  | Олег Гусєв         | 9       | 0  | 13         | 0  | 22     |
| 7  | Артем Мілевський   | 9       | 0  | 7          | 0  | 16     |
| 8  | Віталій Буяльський | 7       | 0  | 8          | 0  | 15     |
| 9  | Леонід Буряк       | 9       | 1  | 4          | 0  | 14     |
| 10 | Віктор Циганков    | 4       | 0  | 9          | 0  | 13     |
| 11 | Володимир Онищенко | 5       | 7  | 0          | 0  | 12     |
| 12 | Діого Рінкон       | 11      | 0  | 1          | 0  | 12     |
| 13 | Денис Гармаш       | 5       | 0  | 6          | 0  | 11     |

## Виноски
1. ↑  Вдале відкриття футбольної Албанії. День. 11 лютого. Архів оригіналу за 6 червня 2022. Процитовано 21 жовтня 2023.
2. ↑  Після удару Блохіна м'яч рикошетом від захисника і воротаря влетів у ворота, тому в деяких джерелах гол записують на форварда киян. Відеофрагмент
3. ↑  Архівована копія. Архів оригіналу за 23 листопада 2009. Процитовано 13 липня 2009.{{cite web}}:  Обслуговування CS1: Сторінки з текстом «archived copy» як значення параметру title (посилання)
4. ↑  Архівована копія. Архів оригіналу за 22 травня 2008. Процитовано 13 липня 2009.{{cite web}}:  Обслуговування CS1: Сторінки з текстом «archived copy» як значення параметру title (посилання)
5. ↑  http://www.ukrsoccerhistory.com/index.aspx?page=ec41&cm=421
6. ↑  http://ru.archive.uefa.com/competitions/uefacup/history/season=2009/round=15286/match=304807/report=rp.html%5Bнедоступне+посилання+з+липня+2019%5D
7. ↑  Без урахування гола, забитого 19  березня 1986